# Playing with Fire (Paula Seling & Ovi-dal)
A Playing with Fire (magyarul: A tűzzel játszani) a román Paula Seling és a román–norvég Ovi dala, mellyel Romániát képviselték a 2010-es Eurovíziós Dalfesztiválon Oslóban. A dal 2010. március 6-án, a román Selecția Națională-n megszerzett győzelemmel érdemelték ki a dalversenyen való indulás jogát.
Seling és Ovi nemzeti döntős győzelmét viták kísérték, miután felmerült a gyanú, hogy Eriksrud is a Playing with Fire egyik szerzője, amit a Selecția Națională szabályai nem engedtek volna meg, mivel nem román állampolgár. A vádakat cáfolták, és később megerősítették, hogy Eriksrud csak a dal produceri munkálataiban vett részt. Oslóban az énekesek továbbjutottak a döntőbe, ahol 162 ponttal a harmadik helyen végeztek. Ez a helyezés Románia eddigi legjobb eredménye a verseny történetében, holtversenyben a 2005-ös Let Me Try című dallal, amelyet Luminița Anghel és a Sistem adott elő. A dalfesztiválon Seling és Ovi egy kétoldalú zongorán játszottak, előbbi fekete kezeslábasban, utóbbi pedig fekete ruhában, négy háttérénekes kíséretében.
A zenei kritikusok pozitívan fogadták a dalt, és a verseny egyik kiemelkedő produkciójaként említették. A Playing with Fire elnyerte az Év Popdala díjat is a 2011-es Radio România Actualități Awards díjátadón. Kereskedelmi szempontból a dal a verseny után Norvégiában és Svédországban is felkerült a slágerlistákra. A dal népszerűsítésének részeként több élő fellépés és médiaszereplés zajlott, valamint 2010. április 6-án megjelent a dalhoz készült videóklip a YouTube-on. A klipet Romániában és Ausztriában forgatták, rendezője Mihnea De Vries, vezető producere pedig Eduard Schneider volt. A vizuális megjelenítésben Seling és Ovi egy videójáték-tematikájú küzdelemben jelennek meg, különböző karaktereket megszemélyesítve. Ez volt az első alkalom, hogy mozgásrögzítéses technikát alkalmaztak egy videóklip készítése során Romániában. Az évek során a dalt több énekes is feldolgozta, köztük Ilinca Băcilă és Alex Florea.

## Eurovíziós Dalfesztivál
2010. január 25-én vált hivatalossá, hogy a duó dala bekerült a román Selecția Națională nemzeti döntő mezőnyébe. A dal a 2010. március 6-án rendezett döntőben az első helyen végzett mind a közönség, mind a zsűri értékelése szerint, így ez a dal képviselhette Romániát a Eurovíziós Dalfesztiválon.
A dalt először a május 27-én rendezett második elődöntőben, fellépési sorrendben tizedikként adták elő, a Hollandiát képviselő Sieneke Ik ben verliefd (Sha-la-lie) című dala után és a Szlovéniát képviselő Ansambel Žlindra és Kalamari Narodnozabavni rock című dala előtt. Az elődöntőből továbbjutottak a május 29-i döntőbe, ahol fellépési sorrendben tizenkilencedikként léptek fel, a Franciaországot képviselő Jessy Matador Allez! Ola! Olé! című dala után és az Oroszországot képviselő Peter Nalitch & Friends Lost and Forgotten című dala előtt. A szavazás során a harmadik helyen végeztek 162 ponttal, Moldovától 12 pontot kaptak.
A következő román induló a Hotel FM Change című dala volt a 2011-es Eurovíziós Dalfesztiválon.